# Bronquíolo
O bronquíolo, nos seres humanos e nos animais, é a sub-ramificação de menor calibre da árvore brônquica, que penetra nos alvéolos pulmonares, que por sua vez realizam as trocas gasosas. Nos bronquíolos não existem anéis cartilaginosos, nas paredes deles só existem fibras musculares lisas. Os bronquíolos  não possuem aneis cartilaginosos.  São subdivididos em bronquíolos terminais e respiratórios.

## Bronquíolos Terminais
Estruturas de Vias aéreas inferiores, apresentam luz e calibres menores, cada pequeno brônquio dá origem a 20 bronquíolos terminais. São estruturas delgadas, não apresentam cartilagem e nem glândulas mucosas, é constituídos basicamente de tecido liso e epitélio pseudo-estratificado.

## Bronquíolos Respiratórios
Situam-se entre os bronquíolos terminais e os alvéolos. Não apresentam músculo liso e é constituído de uma camada de epitélio cúbico não ciliado, sendo que possui uma fina parede e rica rede capilar. É muito parecido com os alvéolos e junto com esses já não são considerados vias de condução e sim de zona de troca gasosa, mas alguns autores ainda consideram os Bronquíolos respiratórios como zona de condução porque existem diferenças na configuração dos pulmões de pessoas que vivem no interior. Para estas pessoas os bronquíolos respiratórios ainda fazem parte da zona de condução e não efetuam troca de gases.